# Henri Dutrochet
René Joachim Henri Dutrochet de Néons (Néon, 14 novembre 1776 – Parigi, 4 febbraio 1847) è stato un medico, biologo e fisiologo francese, uno dei padri della teoria cellulare e scopritore del processo dell'osmosi.

## Biografia

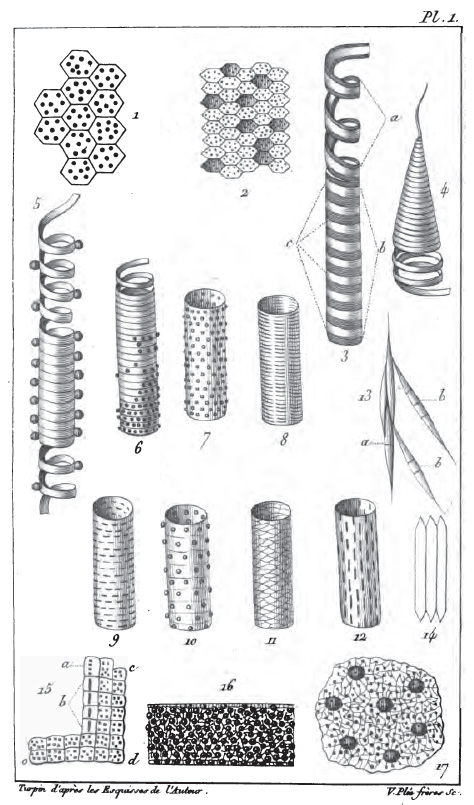
Cellule disegnate da Turpin su schizzi di Dutrochet, 1824

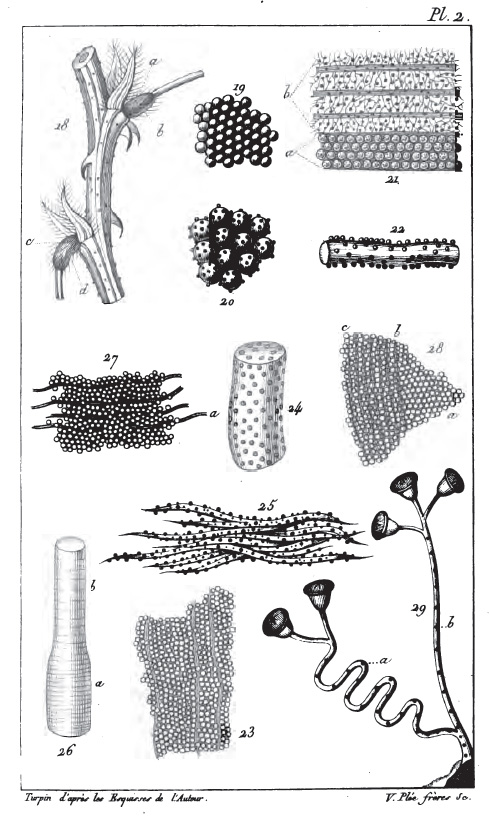
Disegni di Turpin su schizzi di Dutrochet, 1824

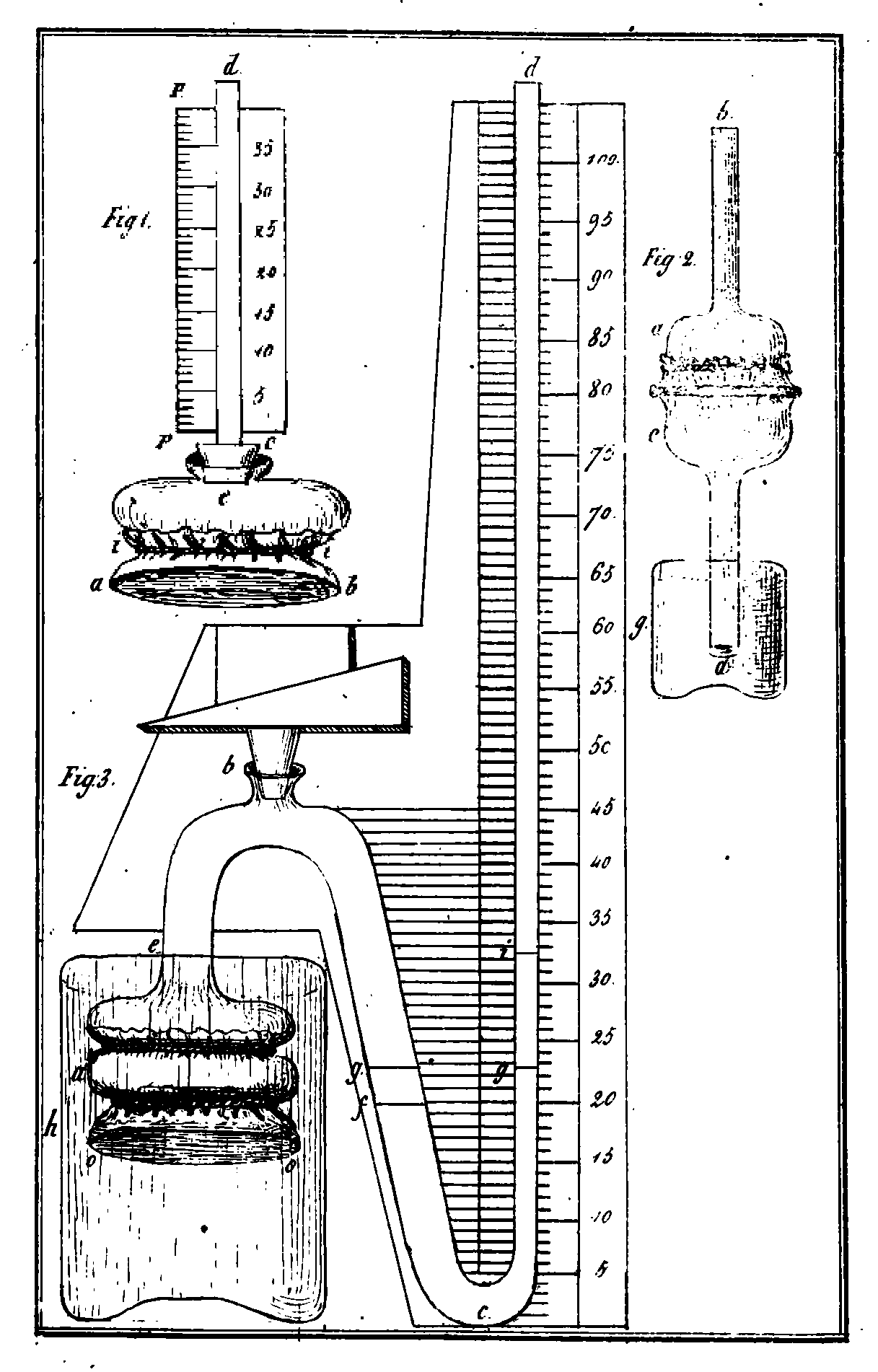
Endosmometro di Dutrochet, da Nouvelles Recherches sur l'Endosmose et l'Exosmose

Nacque in una famiglia aristocratica dell'Indre che in seguito fu rovinata dalla rivoluzione francese. Il padre emigrò in Inghilterra e Henri rimase in Francia con la madre, la quale richiese la qualifica di "vedova di guerra". Senza idee chiare sul suo avvenire professionale, nel 1799 entrò nell'accademia navale di Rochefort; ma abbandonò subito l'idea di seguire la carriera militare e si ritirò con la madre a Charreau con l'intento di gestire la tenuta agricola di famiglia.
Nel 1802, a 24 anni di età, cominciò a studiare medicina a Parigi; nel 1804 divenne interno all'Hôspital des Enfants Maldes di Parigi,  nel 1806 si laureò, e nel 1808 venne arruolato, come medico militare, nell'esercito che, sotto la guida di Giuseppe Bonaparte, partecipò alla disastrosa campagna di Spagna. Esercitò nell'ospedale di Burgos; ma, per aver contratto una grave forma di tifo, ottenne l'esonero definitivo dall'esercito e si ritirò nuovamente a Charreau.
Ispirato dalla lettura delle opere dello Spallanzani, si dedicò allo studio delle scienze naturali. Dopo aver acquistato un microscopio, si interessò dapprima ai rotiferi e all'eliotropismo delle piante. Seguace del vitalismo, la dottrina secondo la quale i fenomeni della vita possiedono dei caratteri propri grazie ai quali differiscono completamente dai fenomeni chimico-fisici, identificò la vita nel movimento e la morte nella cessazione del movimento:
(H. Dutrochet, Recherches anatomiques et physiologiques sur la structure intime etc., 1824, p. 5)
Studiò inizialmente le piante osservando al microscopio delle formazioni poliedriche che identificò anche nei tessuti animali: le cellule. Ipotizzò l'esistenza di "pori" per permettere la diffusione di sostanze, attraverso le cellule, spinte da correnti osmotiche. Le sue Recherches sur l'accroissement et la reproduction des végétaux, apparsee in  Mémoires du muséum d'histoire naturelle del 1821 gli valsero un premio dell'Académie française per la fisiologia sperimentale. Nel 1837 pubblicò le Mémoires pour servir a l'histoire anatomique et physiologique des végétaux et des animaux, una raccolta dei suoi più importanti lavori in campo biologico.
La morte della madre, nel 1833 lo spinse a lasciare Charreau per Parigi. Lo stesso anno, a 57 anni di età, sposò una colta vedova, Angelique Geoffroy.  Poté avere contatti personali con famosi scienziati suoi contemporanei (Georges Cuvier, Jean-Baptiste de Lamarck, Étienne Geoffroy Saint-Hilaire, ecc.). Venne eletto membro permanente all'Accademia francese delle scienze e membro della Royal Horticultural Society in London.
In suo onore è stato battezzato il genere Trochetia.

## Scritti
- Henri Dutrochet, Observations sur les variations accidentelles du mode, suivant lequel les feuilles sont distribuées sur les tiges des végétaux : Lues à l'Académie., Paris, Academie des sciences naturelles, 1834.
- Henri Dutrochet, De la déviation descendante et ascendante de l'accroissement des arbres en diamètre : Lu à l'Académie., Paris, Academie des sciences naturelles, 1835.
- Henri Dutrochet, Observations sur la forme et la structure primitives des Embryons végétaux., Paris, Academie des sciences naturelles, 1835.
- Henri Dutrochet, L'agent immédiat du mouvement vital dévoilé dans sa nature et dans son mode d'action, chez les végétaux et chez les animaux., Paris, Dentu, 1826.
- Henri Dutrochet, Atlas par m. H. Dutrochet, Bruxelles, Meline Cans et co., 1837.
- Henri Dutrochet, Du mecanisme de la respiration des insectes, Paris, [s.n.], 1833.
- Henri Dutrochet, Essai sur une nouvelle theorie de la voix, Naples, Fl..
- Henri Dutrochet, Les mouvements des vegetaux , du reveil et du sommeil des plantes, Paris, Gauthier-Villars, 1921.
- Henri Dutrochet, Mémoires pour servir à l'histoire anatomique et physiologique des végétaux et des animaux, par M. H. Dutrochet, Paris [etc.], chez J.B. Bailliere, 1837.
- Henri Dutrochet, Nouvelles Recherches sur l'Endosmose et l'Exosmose, suivies de l'application expérimentales de ces actions physiques à la solution du problême de l'irritabilité végétale, et à la determination de la cause de l'ascension des tiges et de la descente des racines. Par M. Dutrochet, A Paris, chez J.-B. Bailliere, 1828.
- Henri Dutrochet, Observations sur les champignons , lues à l'Academie des sciences, le 3 mars 1834, Paris, Academie des sciences naturelles, 1834.
- Henri Dutrochet, Rapport fait a la Societe royale et centrale d'agriculture, sur le concours ouvert pour la decouverte et la mise en pratique de moyens propres a detruire les insectes nuisibles aux forets, Merat, Dutrochet et Guerin-Meneville rapporteur, Paris, Librairie Bouchard-Huzard, 1846.
- Henri Dutrochet, Rapport sur divers travaux entrepris au sujet de la maladie des vers a soie connue vulgairement sous le nom de muscardine par M. Dutrochet, rapporteur, Paris, s.n., 1838.
- Henri Dutrochet, Rapporto intorno diversi lavori riguardanti la malattia de' bachi da seta comunemente conosciuta sotto nome di Male del segno o calcino, Milano, [s.n.], 1838.
- Henri Dutrochet, Recherches anatomiques et physiologiques sur la structure intime des animaux et des vegetaux, et sur leur motilite, par M.H. Dutrochet ... Avec deux planches, A Paris, chez J.B. Bailliere, libraire, rue de l'Ecole de medecine, no 14, 1824.
- Henri Dutrochet, Recherches physiques sur la force epipolique par M. Dutrochet, Paris, chez J.B. Bailliere, 1842-1843.